# The Sex List
The Sex List ou Sexe 101 au Québec (The To-Do List) est une comédie réalisé par Maggie Carey, sortie en 2013.

## Synopsis
Promotion 1993. Brandy Klark est major de promotion, toujours première partout au lycée, sauf en relations humaines et amoureuses, sans parler du sexe qui est un monde totalement inconnu pour elle… Bien décidée à se rattraper avant de rentrer à la fac, elle établit une liste des pratiques sexuelles à tester absolument, dont perdre sa virginité.

## Fiche technique
- Titre : The Sex List
- Titre original : The To-Do List
- Réalisation et scénario : Maggie Carey
- Musique : Jason Boschetti et Raney Shockne
- Directeur de la photographie : Doug Emmett
- Durée : 104 minutes
- Genre : comédie
- Pays :  États-Unis
- Dates de sortie en salles : 
  - États-Unis : 26 juillet 2013

## Distribution
- Aubrey Plaza (VFB : Helena Coppejans) : Brandy Klark
- Johnny Simmons (VFB : Grégory Praet) : Cameron Mitchell
- Bill Hader (VFB : David Manet) : Willy Mclean
- Scott Porter (VFB : Maxime Van Santfoort) : Rusty Waters
- Alia Shawkat (VFB : Stéphane Flamand) : Fiona Forster
- Sarah Steele (VFB : Myriem Akheddiou) : Wendy Summers
- Rachel Bilson (VFB : Marie du Bled): Amber Klark
- Christopher Mintz-Plasse : Duffy
- Andy Samberg : Van King
- Connie Britton (VFB : Fabienn Loriaux): Jean Klark
- Clark Gregg : le Juge George Klark
- Donald Glover : Derrick Murphy
- Adam Pally : Chip
- Jack McBrayer : le Gérant de Hillcrest Pool
- Nolan Gould : Max

Doublage
- Studio : Bubbing Brothers Belgique
- Direction artistique : Fanny Roy
- Adaptation : Marine Livernette

Source : Carton de doublage sur Netflix Belgique